# Новооленовка (Покровский район)
Новооленовка (укр. Новооленівка) — село на Украине, находится в Покровском районе Донецкой области.
Код КОАТУУ — 1422784007. Население по переписи 2001 года составляет 124 человека. Почтовый индекс — 85372. Телефонный код — 623.

## История
27 декабря 2024 года, в ходе боёв за Покровск, ВС РФ захватили село.

## Адрес местного совета
85370, Донецкая область, Покровский р-н, с.Новотроицкое, ул.Центральна, тел. 5-31-4-49